# احمد مدقق

سید احمد مدقق (زادهٔ ۲۹ مهر ۱۳۶۴ در قم) داستان‌نویس و فیلم‌نامه‌نویس افغان تبار اهل ایران است. اولین رمان بلند او به نام آوازهای روسی در یازدهمین جایزه ادبی جلال آل احمد شایسته تحسین شناخته شد. این رمان تاکنون به زبان‌های عربی، صربی و ترکیدر حال ترجمه است.

## زندگی‌نامه
خانواده وی در سال ۱۳۵۹ به ایران مهاجرت نمودند وی در سال ۱۳۶۴ در شهر قم به دنیا آمده‌است. داستان‌نویسی را با نوشتن در مجله سلام بچه‌ها در اوایل دهه هشتاد شروع و با آغاز دهه نود به صورت جدی‌تر و با شرکت در مدرسه اسلامی هنر، داستان‌نویسی را ادامه داد. او اکنون در مدرسه دراماتورژی قرآن کریم وابسته به مدرسه اسلامی هنر در قم همکار است.

## کتابشناسی
- دختر ترکستانی، مجموعه داستان، تهران: نشر صاد، ۱۴۰۰
- آتشگاه، رمان نوجوان، تهران: نشر صاد، ۱۳۹۹
- آوازهای روسی، رمان، تهران: شهرستان ادب، ۱۳۹۶
- نذر حلوای سرخ، داستانهای راه‌یافته به چهارمین کنگره واژه‌های تشنه، کابل: نشر واژه، ۱۳۹۵
- پروانه‌های دور چادر، داستان‌های کودکانه، قم: انتشارات دارالحدیث،[۷]۱۳۹۶
- فرشته‌ها زیر باران، داستان‌های کودکانه، قم: انتشارات دارالحدیث،[۸]۱۳۹۶

## فیلم‌نامه
- سریال سرخ‌سالی[۹]

## جوایز ادبی
- تجلیل‌شده در یازدهمین دوره جایزه جلال آل احمد[۱۰]۱۳۹۷
- برنده رتبه اول رمان نوجوان، جشنواره هنرهای آسمانی، اسفند[۱۱]۱۳۹۴
- برنده رتبه دوم داستان‌نویسی اوسانه سی‌سانه، بلخ افغانستان، اسفند ۱۳۹۴
- برگزیدهٔ یازدهمین جشنواره ملی مطبوعات کودک و نوجوان در بخش داستان نوجوان، اردیبهشت ۱۳۹۳[۱۲]
- برنده رتبه دوم داستان‌نویسی سومین دوره جشنواره بین‌المللی جایزه ادبی هزار و یکشب ۱۳۹۳
- برنده رتبه سوم اولین جشنواره داستان اشراق ۱۳۹۳